# Gecse Annabella
Gecse Annabella (Rimaszombat, 1972. július 22.) néprajzkutató, muzeológus.

## Élete
1990-ben érettségizett a tornaljai gimnáziumban. 1995-ben a nyitrai Pedagógiai Főiskolán tanári, majd a Debreceni Egyetem etnográfus–muzeológusi diplomát szerzett. 2006-ban Debrecenben doktorált.
2001-től a szolnoki Damjanich János Múzeum néprajzkutatója, 2006-tól a Fórum Kisebbségkutató Intézet Etnológiai Központjának külső munkatársa.
A társadalmi változások hétköznapi következményeit kutatja.

## Művei
- 2001 Cigányok, parasztok Baracán (In: Ethnographia 2001)
- 2007 Az etnikai és társadalmiátrendeződés folyamata egy gömöri falu 20. századi életében
- 2007 „Áldassál, Szentháromság” (társszerző, In: A Jász–Nagykun–Szolnok Megyei Múzeumok Évkönyve, 2007
- 2007 A baracai temető sírjeleiről (In: Az Alföld vonzásában. Tanulmányok a 60 esztendős Novák László Ferenc tiszteletére, 2007)
- 2007 A földbirtok mint otthonteremtő. A földhöz való viszony változatai Baracán a 19–20. században (In: Föld és társadalom. Konferencia a Kiskun Múzeumban.
- 2014 "...egyházi styljére nézve előkelőbb helyet érdemel." - Adalékok Méhi (Včelince) XX. századi vallási néprajzához.
- 2015 „Megszerettem ezen tanyai világot”.
- 2016 Egy revízió története.
- 2017 Csak hagyományból? Hivatalos és népi vallásosság a 21. századi gömöri katolikus falvakban.
- 2018 Fehérhímzéses textilek a Damjanich János Múzeum gyűjteményéből.
- 2018 Egy plébánia két ország határán. Velkenye hivatalos és népi vallásosságának néhány jellemzője. In: Az Etnológiai Központ Évkönyve 2018
- 2019 Egy festett láda díszítménye templomkazettákon. In: Pietas et Scientia - Tanulmányok P. Szalay Emőke tiszteletére. Debrecen.